# Hylaeus dromedarius
Hylaeus dromedarius là một loài Hymenoptera trong họ Colletidae. Loài này được Cockerell mô tả khoa học năm 1910.

## Hình ảnh

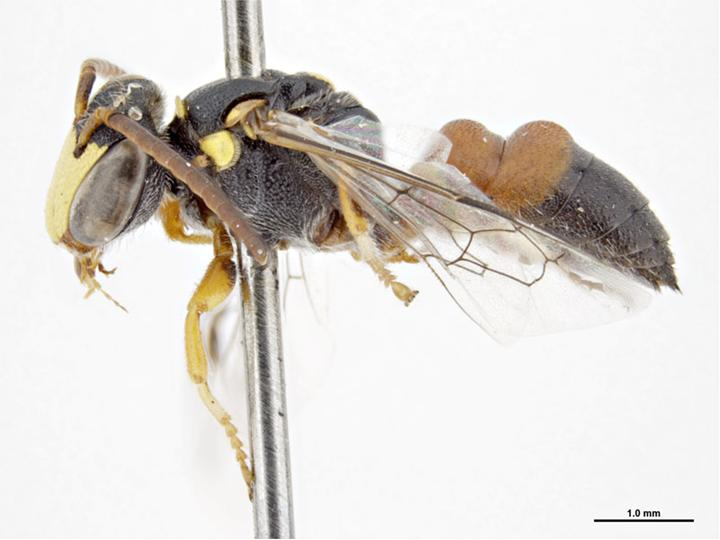